# Шанхайський полудень
«Шанхайський полудень» (англ. Shanghai Noon) — американський комедійний бойовик 2000 року. Головні ролі виконали Джекі Чан, Оуен Вілсон і Люсі Лью.
Події відбуваються наприкінці XIX століття. Китайську принцесу викрадають зловмисники з Америки та вимагають за неї викуп. Імператор відряджає своїх п'ятьох підданих, з-поміж них і гвардійця Чон Вонга, передати золото. Однак, дорогою на делегацію нападають бандити і Чон Вонг опиняється сам на Дикому Заході. Йому доводиться об'єднатися з грабіжником Роєм аби вчасно знайти принцесу.

## Сюжет
У 1881 році китайську принцесу Пей-Пей видають заміж. Їй не подобається наречений, і вчитель принцеси пропонує їй утекти в Америку, видавши це за викрадення з метою викупу. Їхню розмову підслуховує імператорський гвардієць Чон Вонг. Імператор Китаю посилає своїх трьох найкращих гвардійців та перекладача, щоб повернути принцесу. Перекладач, дядько Вонга, просить аби небіж супроводжував його, бо сам він старий і не подужає подорож.
Китайці прибувають до Невади, де через чотири дні повинні віддати викуп у Карсон-сіті. Та їхній потяг планує пограбувати банда Роя О'Беннона, яка знає, що там буде велика сума грошей. Воллес, новий член банди Роя, вбиває Вонгового дядька, а Вонг б'ється з нападниками та відчепляє захоплений бандитами вагон. У ході бійки сейф з грошима падає в річку. Воллес захоплює владу в банді та залишає Роя закопаним по підборіддя в пустелі помирати. Потім його знаходить Вонг, Рой просить врятувати його в обмін на допомогу, але той полишає бандита й вирушає до Карсон-сіті. Тим часом Пей-Пей розуміє, що її дійсно викрав зрадник Ло Фонг, який втік із Забороненого міста.
Перейшовши гори, Вонг натрапляє на хлопчика Маленьке Перо з племені сіу, котрого рятує від племені крау. Вождь сіу влаштовує святкування та посвячує Вонга в члени племені. Наступного ранку вождь видає заміж за Вонга свою дочку Опале Листя скориставшись тим, що китаєць не знає звичаїв. Вонг каже, що мусить далі шукати принцесу та згодом зустрічає Роя в салуні. Його сприймають за індіанця, зав'язується бійка, внаслідок чого Роя та Вонга кидають до в'язниці.
Вонг розповідає Роєві, що в потязі також було золото, тож Рой вирішує викрасти його. Вонг вигадує як можна втекти, але його випереджає Опале Листя, виламавши стіну з допомогою биків. Рой навчає Вонга поводитись, як ковбой.
У Карсон-сіті Рой виявляє, що його та Вонга під іменем «Шанхайський хлопець» оголошено в розшук. Шериф Ван Кліф оточує обох і вимагає здатися. З допомогою підкови Вонг долає правоохоронців і рятує Роя. Потім Рой пропонує перечекати в борделі. Тим часом Ло Фонг відправляє Пей-Пей у табір, де він примушує китайських імігрантів працювати на будівництві залізниці, та погрожує вбивати їх, якщо принцеса втече.
Ван Кліф уночі схоплює Роя з Вонгом і доставляє їх Ло Фонгу, який вимагає сказати де золото. Не отримавши відповідей, той наказує повісити обох. Але Вонг приманює коня свистом, що спантеличує присутніх. Опале Листя перестрілює мотузки і засуджені до смерті тікають. Однак, Вонг підслуховує розмову Роя з повією, де той хвалиться, що все робить сам, а китаєць йому не друг, і вирішує йти далі самотужки.
Він знаходить Пей-Пей у таборі Ло Фонга, але принцеса бажає залишитися і допомогти поневоленим китайським робітникам. Ло Фонг виявляє Вонга і намагається вбити його, та Рой приходить на порятунок. Ло Фонг тікає, щоб у назначений час отримати викуп.
Наступного дня решта троє гвардійців приносять викуп до церкви в Карсон-сіті. Ло Фонг віддає принцесу, коли з'являються Вонг і Рой, переодягнені в ченців, і застерігають, що принцеса не бажає повертатися додому. Несподівано втручається Ван Кліф і вступає в сутичку з Роєм. Ван Кліф стріляє, проте не влучає. Роєва куля натомість влучає Ван Кліфу в груди, та її зупиняє шерифська зірка. Вонг бореться з гвардійцями, які хочуть силоміць забрати принцесу, а Ло Фонг переслідує Пей-Пей на кроквах церкви. Вонг переконує гвардійців відпустити його на допомогу Пей-Пей. Вонг і Ло Фонг досягають дзвіниці, де Вонг обвалює дзвін, мотузки якого задушують Ло Фонга. Імператорська гвардія погоджується дозволити Пей-Пей залишитися в Неваді та нагородити Вонга й Роя золотом за її порятунок і знищення зрадника.
Воллес і його банда прибувають до церкви і вимагають, щоб Рой і Вонг вийшли на бій. Але слідом їх оточують сіу, тож бандити відступають. На китайському святкуванні серед імігрантів Рой цілується з Опалим Листям, а Пей-Пей бере за руку Вонга. Рой, який розкриває своє справжнє ім'я Ваятт Ірп, та Ван стають шерифами та їдуть зупинити грабіжників потягів.

## У ролях
| Актор           | Роль                    |
| --------------- | ----------------------- |
| Джекі Чан       | Чон Вонг                |
| Оуен Вілсон     | Рой О'Бенон             |
| Люсі Лью        | принцеса Пей-Пей        |
| Брендон Меррілл | Опале Листя             |
| Ксандер Берклі  | маршал Натан Ван Кліф   |
| Роджер Юань     | Ло Фонг                 |
| Кейт Лайбен     | Фіфі                    |
| Джейсон Коннері | Кальвін Ендрюс          |
| Саймон Бейкер   | Маленьке Перо           |
| Волтон Гоггінс  | Воллес                  |
| Генрі О         | королівський перекладач |
| Жунгуан Ю       | гвардієць               |
| Ерік Чен        | гвардієць               |
| Юань Бяо        | боєць в салуні          |